# Suzette (település)
Suzette település Franciaországban, Vaucluse megyében. Lakosainak száma 111 fő (2022. január 1.). Suzette Le Barroux, Gigondas, Lafare, Malaucène és La Roque-Alric községekkel határos.

## Népesség
A település népessége az elmúlt években az alábbi módon változott:
| Lakosok száma | 123  | 126  | 125  | 119  | 115  | 113  | 111  | 110  | 111  |
|               | 2013 | 2015 | 2016 | 2017 | 2018 | 2019 | 2020 | 2021 | 2022 |